# Льговский округ
Льго́вский о́круг — административно-территориальная единица, входившая в состав Центрально-Чернозёмной области РСФСР в 1928—1930 гг. Административным центром округа был город Льгов.

## История
14 мая 1928 года ВЦИК и СНК РСФСР приняли постановление об образовании на территории бывших Воронежской, Курской, Орловской и Тамбовской губерний Центрально-Чернозёмной области (ЦЧО) с центром в городе Воронеже.
16 июля 1928 года был определен состав округов ЦЧО, а 30 июля 1928 года — сеть районов. Всего было создано 11 округов и 178 районов. В числе прочих, в составе Центрально-Чернозёмной области был образован Льговский округ. Округ состоял из 11 районов.
В 1930 году существование округов было признано нецелесообразным и 23 июля 1930 года по постановлению ЦИК и СНК СССР окружное деление было упразднено. Льговский округ был ликвидирован, входившие в него районы стали подчиняться непосредственно областному центру ЦЧО.
Районы, образованные в составе Льговского округа входят в современную Курскую область.

## Состав округа
- Большесолдатский район
- Глушковский район
- Дмитриевский район
- Иванинский район
- Конышёвский район
- Кореневский район
- Льговский район
- Михайловский район
- Рыльский район
- Суджанский район
- Хомутовский район